# Yuriko Hanabusa
Yuriko Hanabusa (英百合子, Hanabusa Yuriko) est une actrice japonaise, née le 7 mars 1900 et morte le 7 février 1970.

## Biographie
Yuriko Hanabusa a tourné dans plus de 220 films entre 1920 et 1970.

## Filmographie sélective

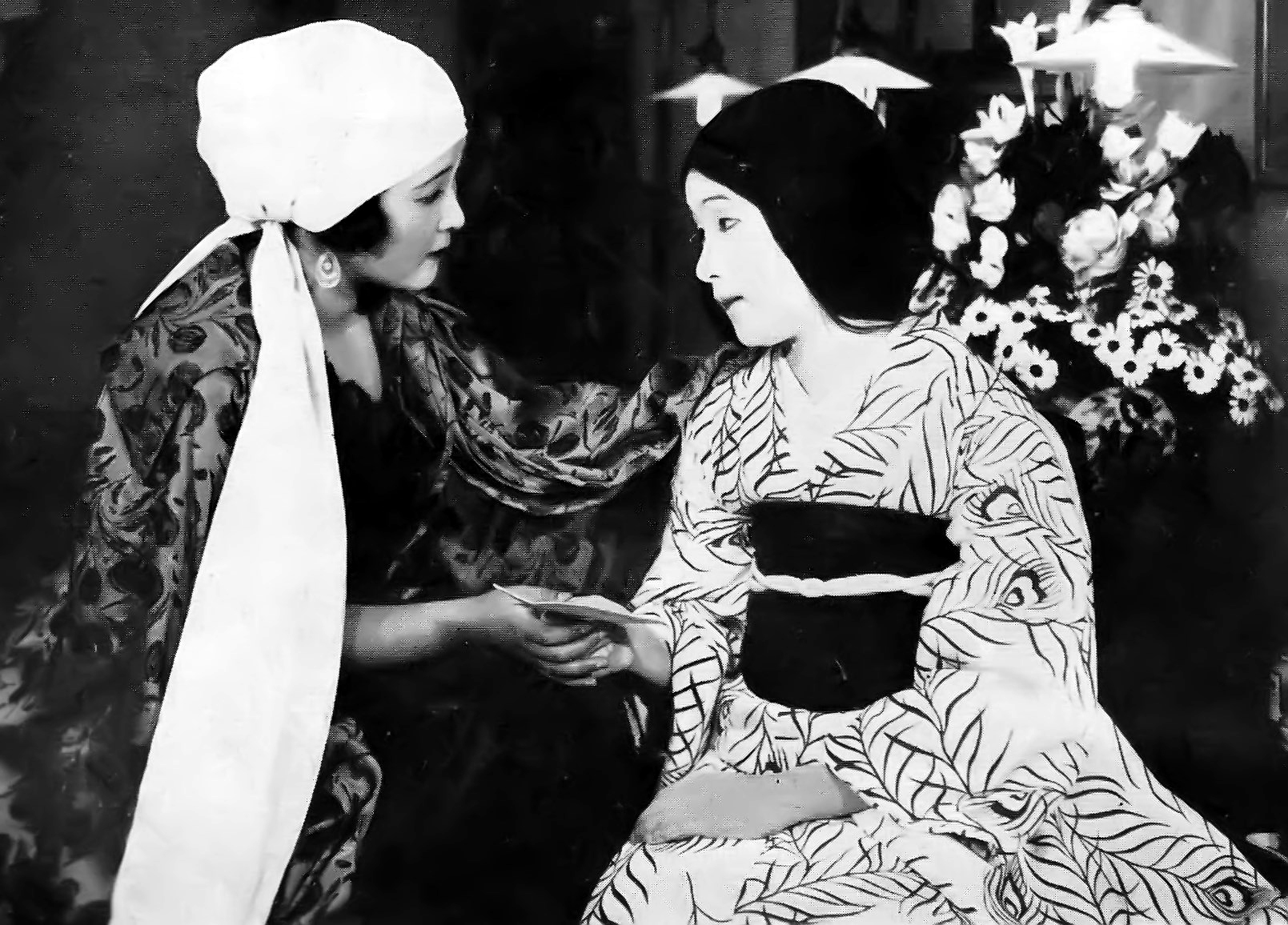
Yuriko Hanabusa et Sumiko Kurishima dans Nageki no kujaku (1924).

### Années 1920
- 1921 : Âmes sur la route (路上の霊魂, Rojō no reikon?) de Minoru Murata : la fille
- 1923 : La Porte du crime (罪の扉, Tsumi no tobira?) de Yasujirō Shimazu : Kawauchi Sumiko
- 1924 : Eien no haha (永遠の母?) de Yoshinobu Ikeda : Yayoi
- 1924 : La mer rit (海は笑ふ, Umi wa warau?) de Yasujirō Shimazu
- 1924 : Le Paradis (天国, Tengoku?) de Yasujirō Shimazu
- 1924 : L'Ermite (仙人, Sennin?) de Yasujirō Shimazu
- 1924 : La maison qui fabrique du thé (茶を作る家, Cha o tsukuru ie?) de Yasujirō Shimazu
- 1924 : Nageki no kujaku (嘆きの孔雀?) de Yoshinobu Ikeda
- 1925 : La terre sourit (大地は微笑む, Daichi wa hohoemu?) de Yasujirō Shimazu et Kiyohiko Ushihara : Kawase Machiko
- 1925 : Le Professeur du village (村の先生, Mura no sensei?) de Yasujirō Shimazu
- 1925 : Un méchant descend sur terre (妖星地に堕つれば, Yōsei chi ni otsureba?) de Yasujirō Shimazu
- 1925 : L’Anneau de la danseuse (踊り子の指輪, Odoriko no yubiwa?) de Yasujirō Shimazu
- 1926 : L’Ombre du masque (覆面の影, Fukumen no kage?) de Yasujirō Shimazu

### Années 1930
- 1932 : Le Quai du Paradis (天国の波止場, Tengoku no hatoba?) de Yutaka Abe
- 1935 : Ma femme, sois comme une rose (妻よ薔薇のやうに, Tsuma yo bara no yo ni?) de Mikio Naruse : Oyuki
- 1936 : Je suis un chat (吾輩は猫である, Wagahai wa neko de aru?) de Kajirō Yamamoto
- 1937 : Avalanche (雪崩, Nadare?) de Mikio Naruse : la mère de Goro
- 1937 : La Fille du samouraï (Die Tochter des Samurai) de Arnold Fanck et Mansaku Itami : Oiku, la femme de chambre
- 1937 : Les Vicissitudes de la vie I (禍福 前篇, Kafuku zempen?) de Mikio Naruse
- 1937 : Les Vicissitudes de la vie II (禍福 後篇, Kafuku kōhen?) de Mikio Naruse
- 1937 : Une jeune fille (若い人, Wakai hito?) de Shirō Toyoda : Hatsu Enami
- 1937 : Le Chant de ma mère I (母の曲 前篇, Haha no kyoku I?) de Satsuo Yamamoto
- 1937 : Le Chant de ma mère II (母の曲 後篇, Haha no kyoku II?) de Satsuo Yamamoto
- 1938 : La Légende du géant (巨人伝, Kyojin-den?) de Mansaku Itami : Ofude
- 1938 : Enoken no hōkaibō (エノケンの法界坊?) de Torajirō Saitō : Oraku
- 1939 : Tokyo Blues (東京ブルース?) de Torajirō Saitō

### Années 1940
- 1940 : Haru yo izuko (春よいづこ?) de Kunio Watanabe
- 1940 : Jusqu’au jour du mariage (嫁ぐ日まで, Totsugu hi made?) de Yasujirō Shimazu
- 1940 : Ioko Okumura (奥村五百子, Okumura Ioko?) de Shirō Toyoda
- 1940 : Le Printemps des petites îles (小島の春, Kojima no haru?) de Shirō Toyoda
- 1940 : Un monde à deux (二人の世界, Futari no sekai?) de Yasujirō Shimazu
- 1940 : Oyako kujira (親子鯨?) de Torajirō Saitō
- 1940 : La Promesse des sœurs (姉妹の約束, Shimai no yakusoku?) de Satsuo Yamamoto
- 1941 : La Jeune Épouse de mon frère (兄の花嫁, Ani no hanayome?) de Yasujirō Shimazu
- 1941 : Kodakara fūfu (子宝夫婦?) de Torajirō Saitō
- 1942 : La Jeunesse de l'espoir (希望の青空, Kibo no aozora?) de Kajirō Yamamoto : Take
- 1942 : La Carte d’une mère (母の地図, Haha no chizu?) de Yasujirō Shimazu
- 1942 : La Bataille navale à Hawaï et au large de la Malaisie (ハワイ・マレー沖海戦, Hawai Mare oki kaisen?) de Kajirō Yamamoto
- 1943 : Mademoiselle Hanako (ハナ子さん, Hanako-san?) de Masahiro Makino : la mère de Hanako
- 1943 : Kēssen no ōzora he (決戦の大空へ?) de Kunio Watanabe
- 1943 : Himetaru kakugo (秘めたる覚悟?) d'Eisuke Takizawa : Tama
- 1945 : Tokkan ekichō (突貫駅長?) de Torajirō Saitō
- 1946 : Mīdori no fūrusatō (緑の故郷?) de Kunio Watanabe
- 1946 : Reijin (麗人?) de Kunio Watanabe : Tomi
- 1946 : Saut périlleux dans la vie (人生とんぼ返り, Jinsei tonbo gaeri?) de Tadashi Imai
- 1947 : Quatre histoires d'amour (四つの恋の物語, Yottsu no koi no monogatari?) - 2e partie : Même se quitter est un plaisir (別れも愉し, Wakare mo tanoshi?) de Mikio Naruse
- 1947 : L’Éveil du printemps (春のめざめ, Haru no mezame?) de Mikio Naruse

### Années 1950
- 1950 : Ville de violence (ペン偽らず 暴力の街, Pen itsuwarazu, bōryoku no machi?) de  Satsuo Yamamoto
- 1950 : Écoutez les grondements de l'océan (日本戦歿学生の手記 きけ、わだつみの声, Nihon senbotsu gakusei shuki kike wadatsumi no koe?) de Hideo Sekigawa
- 1951 : L'École de la liberté (自由学校, Jiyū gakkō?) de Kōzaburō Yoshimura : Ginko
- 1951 : Histoire d'une épouse bien-aimée (愛妻物語, Aisai monogatari?) de Kaneto Shindō : Yumie Ishikawa
- 1951 : Le Roman de Genji (源氏物語, Genji monogatari?) de Kōzaburō Yoshimura : la mère de Kiritsubo
- 1952 : Divorce (離婚, Rikon?) de Masahiro Makino : Natsuno Sōma
- 1952 : Les Enfants d'Hiroshima (原爆の子, Gembaku no ko?) de Kaneto Shindō : Oine
- 1952 : Ashita wa gekkyūbi  (明日は月給日?) de Yūzō Kawashima
- 1953 : Nuée d'oiseaux blancs (千羽鶴, Senbazuru?) de Kōzaburō Yoshimura : Yatoyo
- 1953 : La Vie d'une femme (女の一生, Onna no issho?) Kaneto Shindō : Mitsue
- 1953 : Epitome (縮図, Shukuzu?) de Kaneto Shindō : la mère de Kuramochi
- 1955 : Les Loups (狼, Okami?) de Kaneto Shindō
- 1957 : Kono futari ni sachi are (この二人に幸あれ?) d'Ishirō Honda
- 1957 : Ujō (雨情?) de Seiji Hisamatsu : la mère d'Ujo
- 1959 : Shachō taiheiki (社長太平記?) de Shūe Matsubayashi : Tama

### Années 1960
- 1961 : Shachō dochuki (社長道中記?) de Shūe Matsubayashi
- 1961 : Le Détroit couleur de sang (海峡、血に染めて, Kaikyō, chi ni somete?) de Seijun Suzuki : Yae Funakoshi
- 1962 : Sarariman shimizu minato (サラリーマン清水港?) de Shūe Matsubayashi : Tetsu Ishii
- 1962 : Shachō yōkōki (社長洋行記?) de Toshio Sugie
- 1962 : Zoku shachō yōkōki (続社長洋行記?) de Toshio Sugie
- 1963 : Shachō manyūki (社長漫遊記?) de Toshio Sugie
- 1963 : Zoku shachō manyūki (続社長漫遊記?) de Toshio Sugie
- 1963 : Shachō gaiyūki (社長外遊記?) de Shūe Matsubayashi
- 1963 : Zoku shachō gaiyūki (続社長外遊記?) de Shūe Matsubayashi
- 1963 : La Vie élégante de M. Everyman (江分利満氏の優雅な生活, Eburi manshi no yūga-na seikatsu?) de Kihachi Okamoto
- 1964 : Ghidrah, le monstre à trois têtes (三大怪獣 地球最大の決戦, San daikaijū: Chikyu saidai no kessen?) d'Ishirō Honda : la mère de Shindo
- 1965 : Shachō ninpōchō (社長忍法帖?) de Shūe Matsubayashi
- 1965 : Zoku shachō ninpōchō (続社長忍法帖?) de Shūe Matsubayashi
- 1966 : Shachō gyōjōki (社長行状記?) de Shūe Matsubayashi
- 1966 : Zoku shachō gyōjōki (続社長行状記?) de Shūe Matsubayashi
- 1966 : Aiyoku (愛欲?) de Jun'ya Satō : la mère de Yuki
- 1967 : Shachō senichiya (社長千一夜?) de Shūe Matsubayashi
- 1967 : Zoku shachō senichiya (続社長千一夜?) de Shūe Matsubayashi
- 1968 : Shachō hanjōki (社長繁盛記?) de Shūe Matsubayashi
- 1968 : Zoku shachō hanjōki (続社長繁盛記?) de Shūe Matsubayashi
- 1969 : Shachō enmachō (社長えんま帖?) de Shūe Matsubayashi
- 1969 : Zoku shachō enmachō (続社長えんま帖?) de Shūe Matsubayashi

### Années 1970
- 1970 : Shachō gaku ABC (社長学ＡＢＣ?) de Shūe Matsubayashi
- 1970 : Zoku shachō gaku ABC (続社長学ＡＢＣ?) de Shūe Matsubayashi